# Stadler FLIRT
Stadler FLIRT — серія пасажирських електро- і дизель-поїздів виробництва швейцарської компанії Stadler Rail AG. FLIRT-абревіатура (нім. Flinker Leichter Innovativer Regional-Triebzug, що можна перевести як швидкісний легкий інноваційний регіональний поїзд); англійський варіант — Fast Light Innovative Regional Train.
Перший поїзд був розроблений для Швейцарських залізниць і поставлений в 2004 році. У наступні роки поїзд поставлявся операторам в Алжирі, Білорусі, Угорщині, Німеччині, Італії, Норвегії, Польщі, Фінляндії, Чехії, Естонії. Станом на грудень 2015 року портфель замовлень компанії на Stadler FLIRT склав 1128 штук.
Виробництво електропоїздів FLIRT для замовників в Польщі здійснюється на заводі Stadler в місті Седльці Республіки Польща.

## Специфікації

### Білорусь
У період 2011-2012 років було поставлено 10 електропоїздів, що експлуатуються на лініях Мінських міських ліній і регіональних лініях. У грудні 2012 році Білоруська залізниця уклала контракт на поставку в 2013-2014 роках ще 6 електропоїздів сімейства Stadler FLIRT для міжрегіональних ліній.
4 жовтня 2012 року було розпочато будівництво заводу Stadler недалеко від міста Фаніполь. Перший пусковий комплекс по збірці поїздів в Білорусі почав свою роботу в кінці 2014 року
Навесні-влітку 2016-го електропоїзди Stadler FLIRT почали курсувати за новими Експрес маршрутами» міжрегіональні лінії бізнес-класу " Мінськ-Гомель і Мінськ — Брест (безупинно).
3 червня 2016 року за маршрутом Гомель-Мінськ відправився перший поїзд Stadler в тестовому режимі. Час шляху на маршруті становить 2 години 59 хвилин, що на 40 хвилин швидше, в порівнянні з колишнім складом з тепловозний тяга. Після проходження всіх випробувань, рухомий по маршруту склад буде замінений на більш нову модель FLIRT G.

### Угорщина

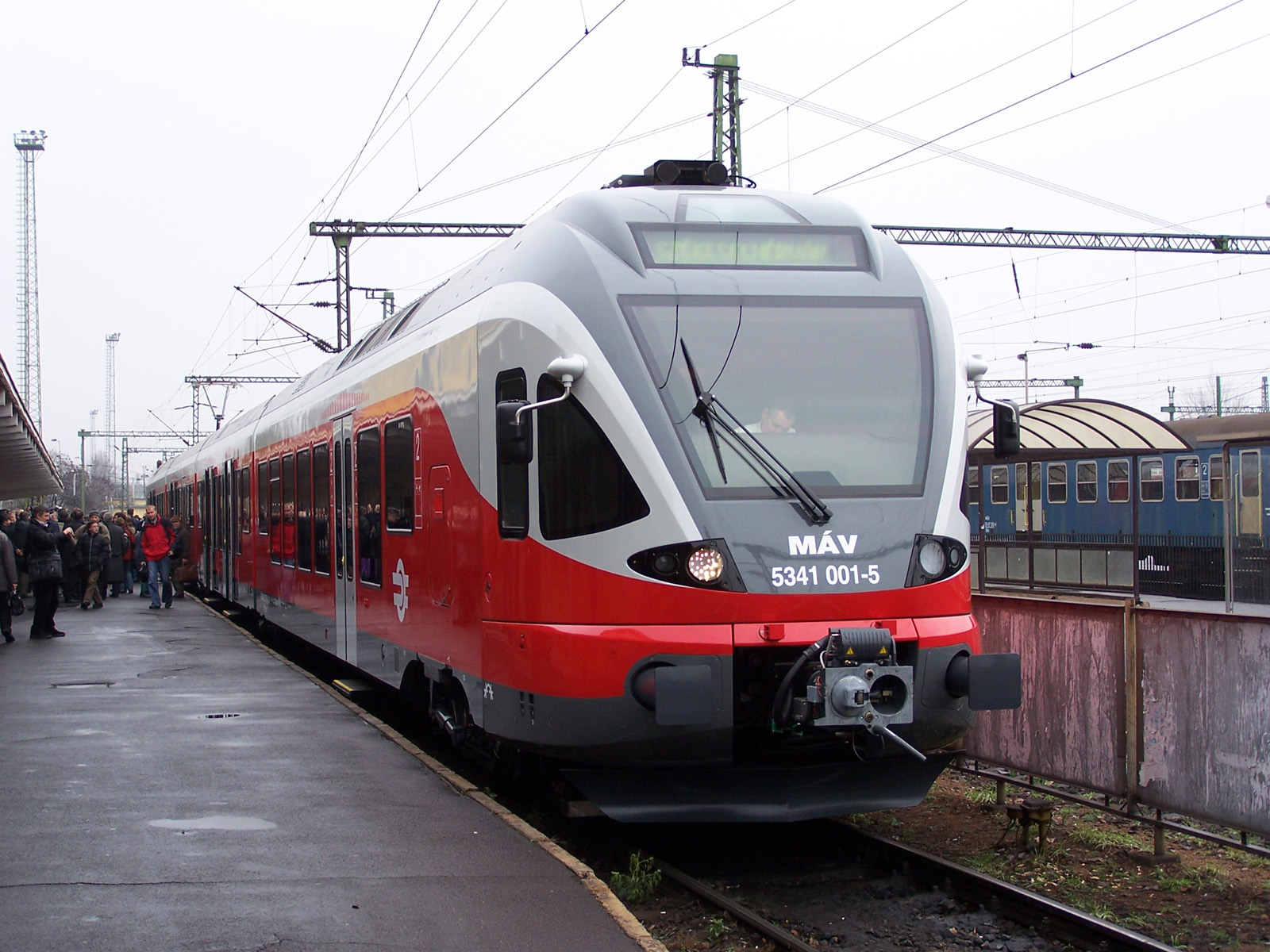
FLIRT, експлуатований Угорською залізницею

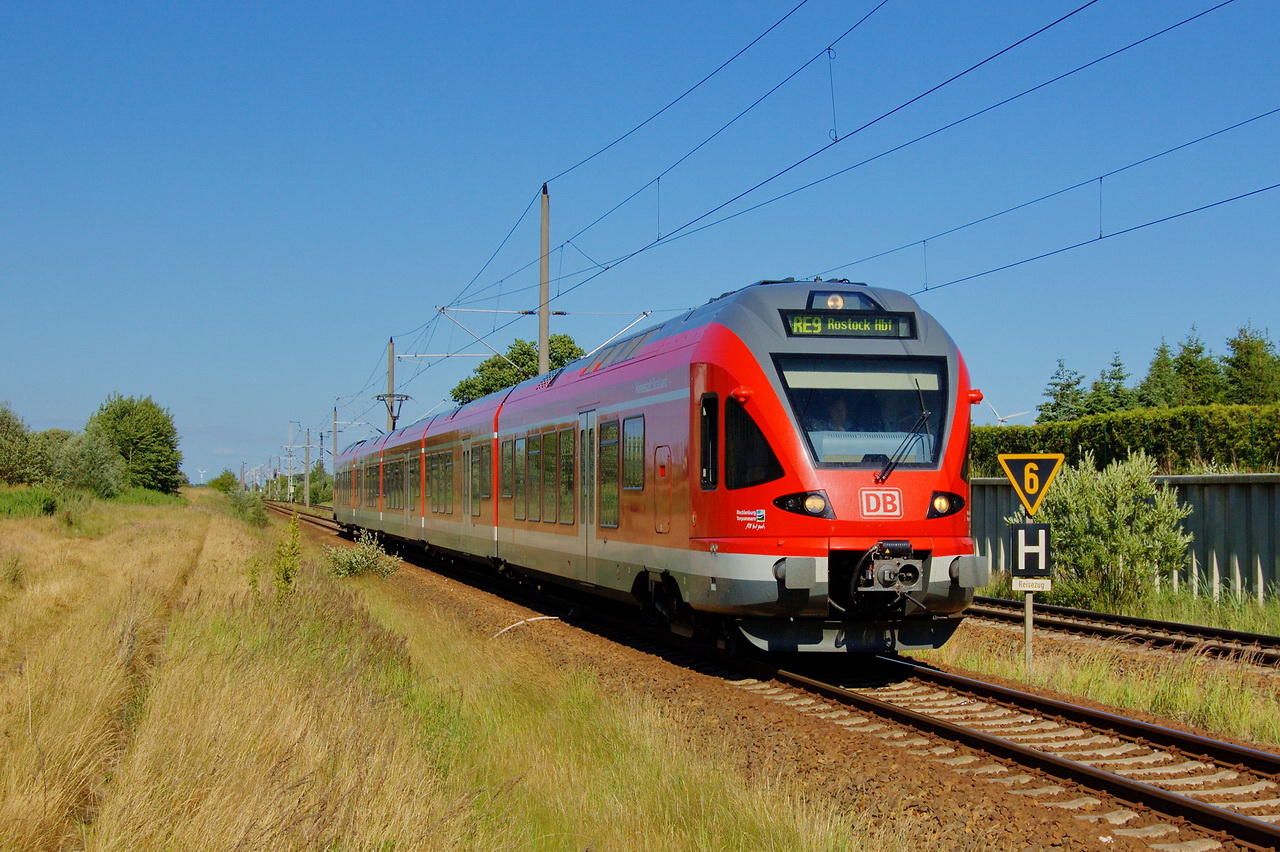
FLIRT компанії DB Regio поблизу Рібніц-Дамгартена

Транспортна компанія Cantus, спільне ДОЧІРНЄ ПІДПРИЄМСТВО Hessische Landesbahn і Hamburger Hochbahn, стала першим німецьким оператором FLIRT, коли вони отримали свій перший поїзд в 2006 році. Рухомий склад компанії налічує 14 трьохвагонних електропоїздів і 6 четирьохвагонних.
З грудня 2007 року Abellio Rail NRW експлуатує 9 трьохвагонних і 8 двовагонних поїздів FLIRT для регіональних маршрутів між Ессеном, Хагеном, Ізерлоном і Зігеном.
Крім того, з грудня 2007 року WestfalenBahn використовує 14 поїздів у регіоні тевтобурзького лісу.
У 2006 році DB Regio, дочірня компанія Deutsche Bahn, замовила п'ять п'ятивагонних складів для регіональних перевезень на північно-східному узбережжі Німеччини. Потяги були доставлені в серпні 2007 року і тепер використовуються на маршрутах Росток-Штральзунд-Ліцов-Сассніц (Ганс-Експрес), Сасніц-Штральзунд і Бінц-Ліцзоу.
Найбільше замовлення з Німеччини досі прибуло в жовтні 2006 року з лізингової компанії Angel Trains Europe, коли вони замовили 25 поїздів FLIRT. Рік по тому, в листопаді 2007 року, Angel Trains замовив ще 19 поїздів.

### Норвегія

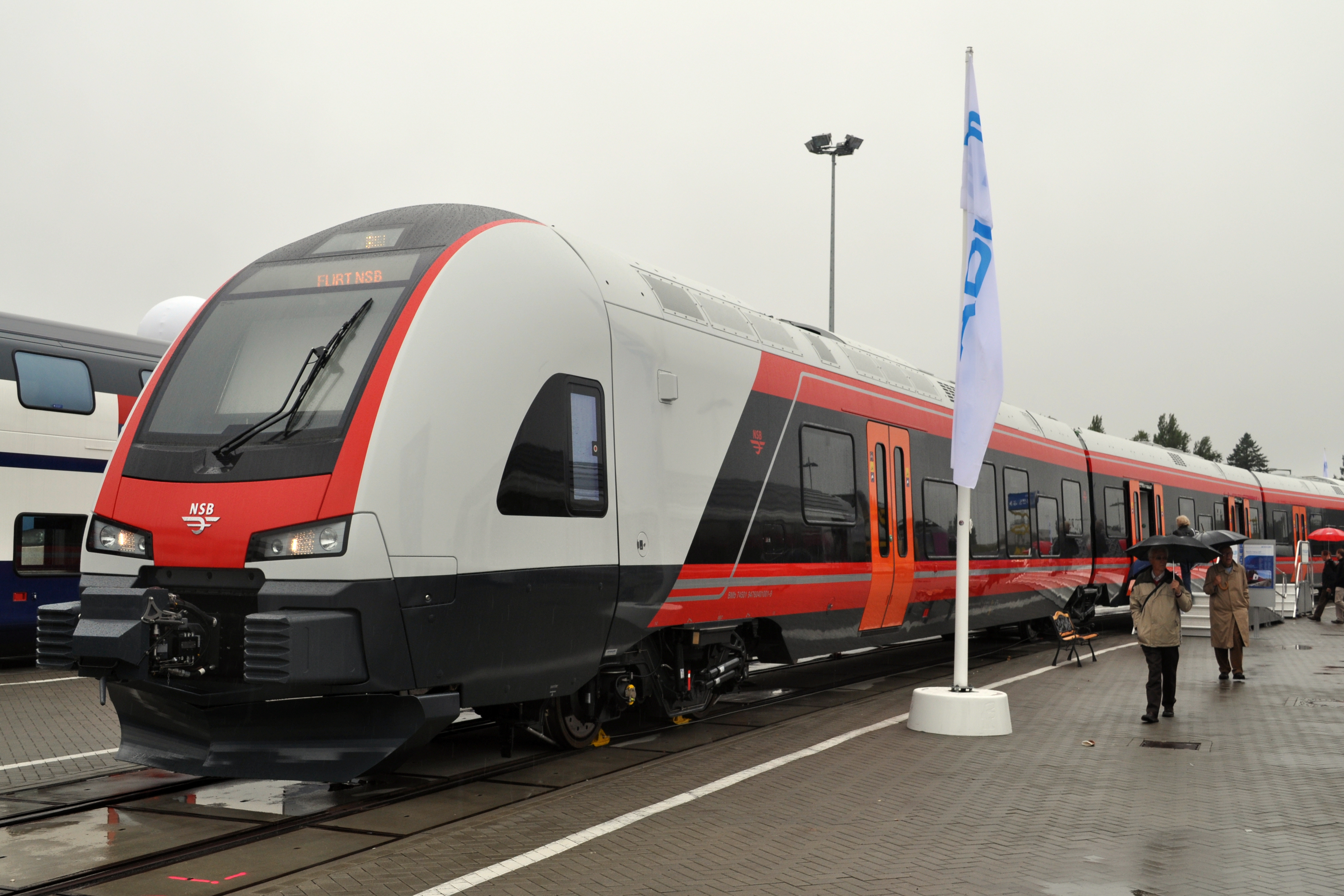
Stadler FLIRT для Норвезької залізниці (NSB Railways) на виставці Innotrans 2010

### Польща
Koleje Mazowieckie використовує 10 чотиривагонних електропоїздів на маршрутах в Варшавському регіоні.

### Росія
Один потяг "Штадлер" здійснив тестове проходження по МЦК; з 15 по 30 квітня 2021 року - регулярна тестова обкатка там же.

### Фінляндія

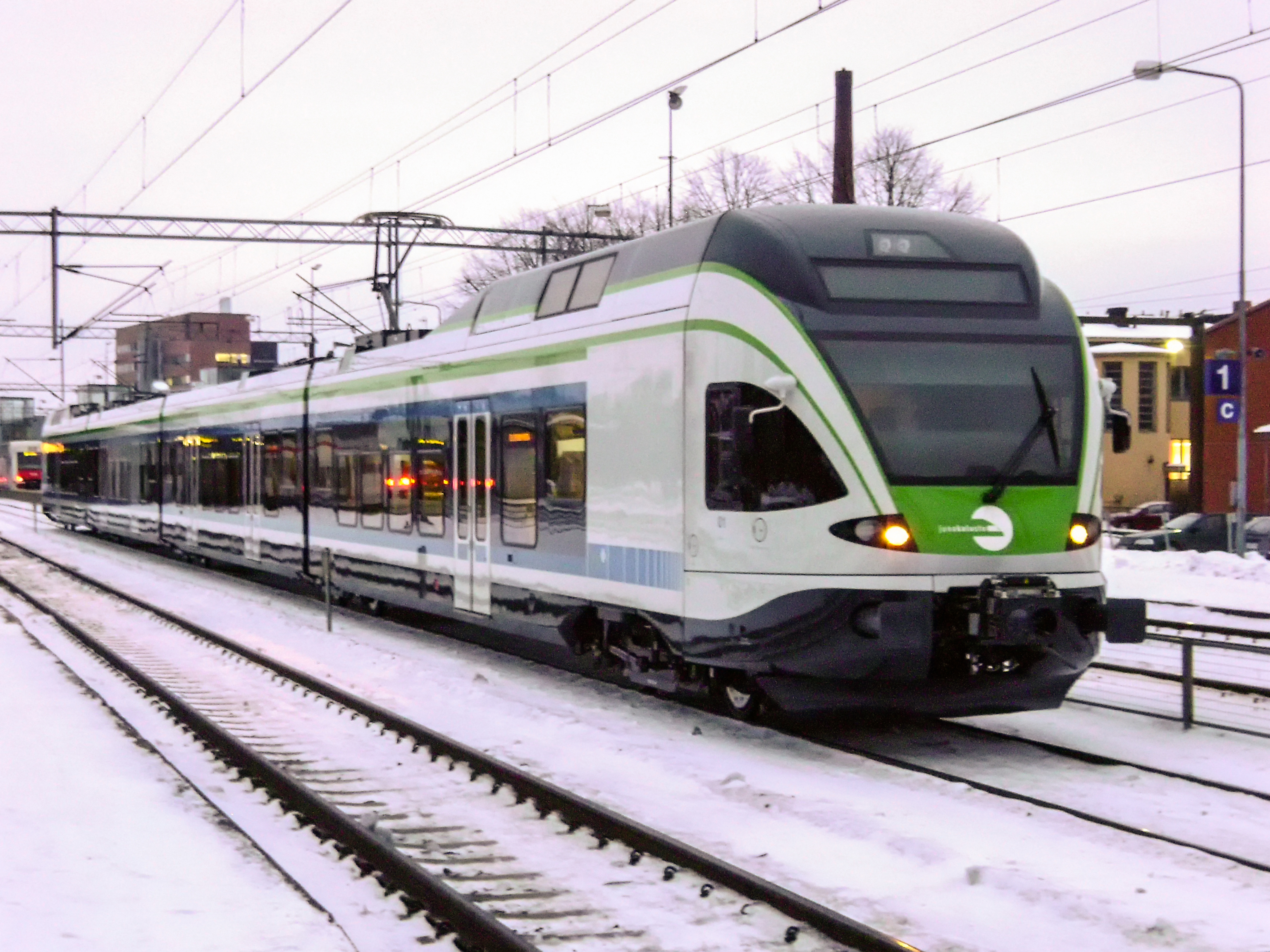
Sm5 сімейства Stadler FLIRT компанії Junakalusto Oy в Рійгімякі

Компанія Junakalusto Oy експлуатує 41 поїзд серії FLIRT на лініях Гельсінкі — Турок, Гельсінкі — Рійхімякі — Тампере, Гельсінкі — Лахті і Гельсінкі — Вантаанкоскі.

### Швейцарія

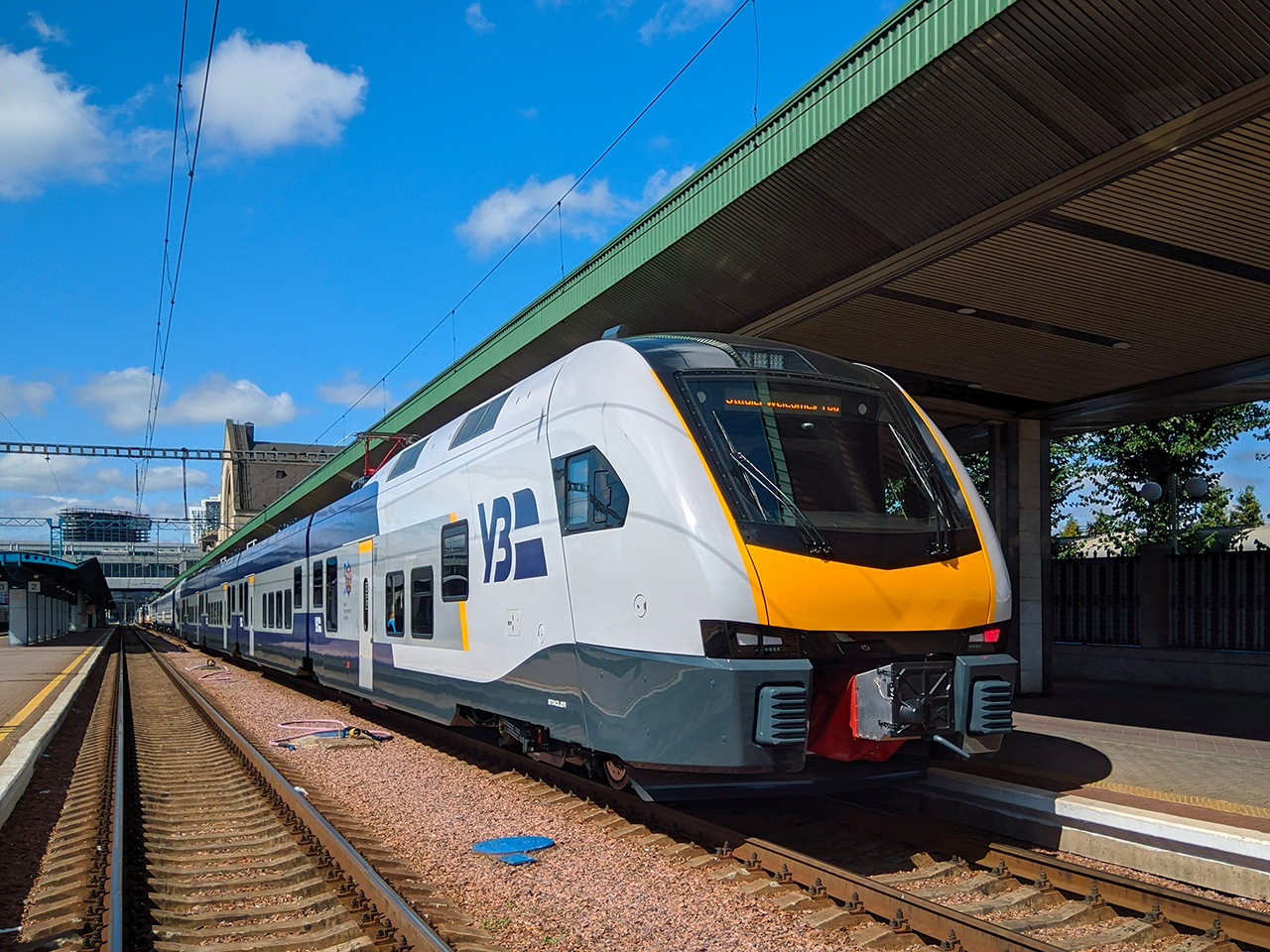
Stadler Flirt на станції Київ-Пасажирський (серпень 2021)

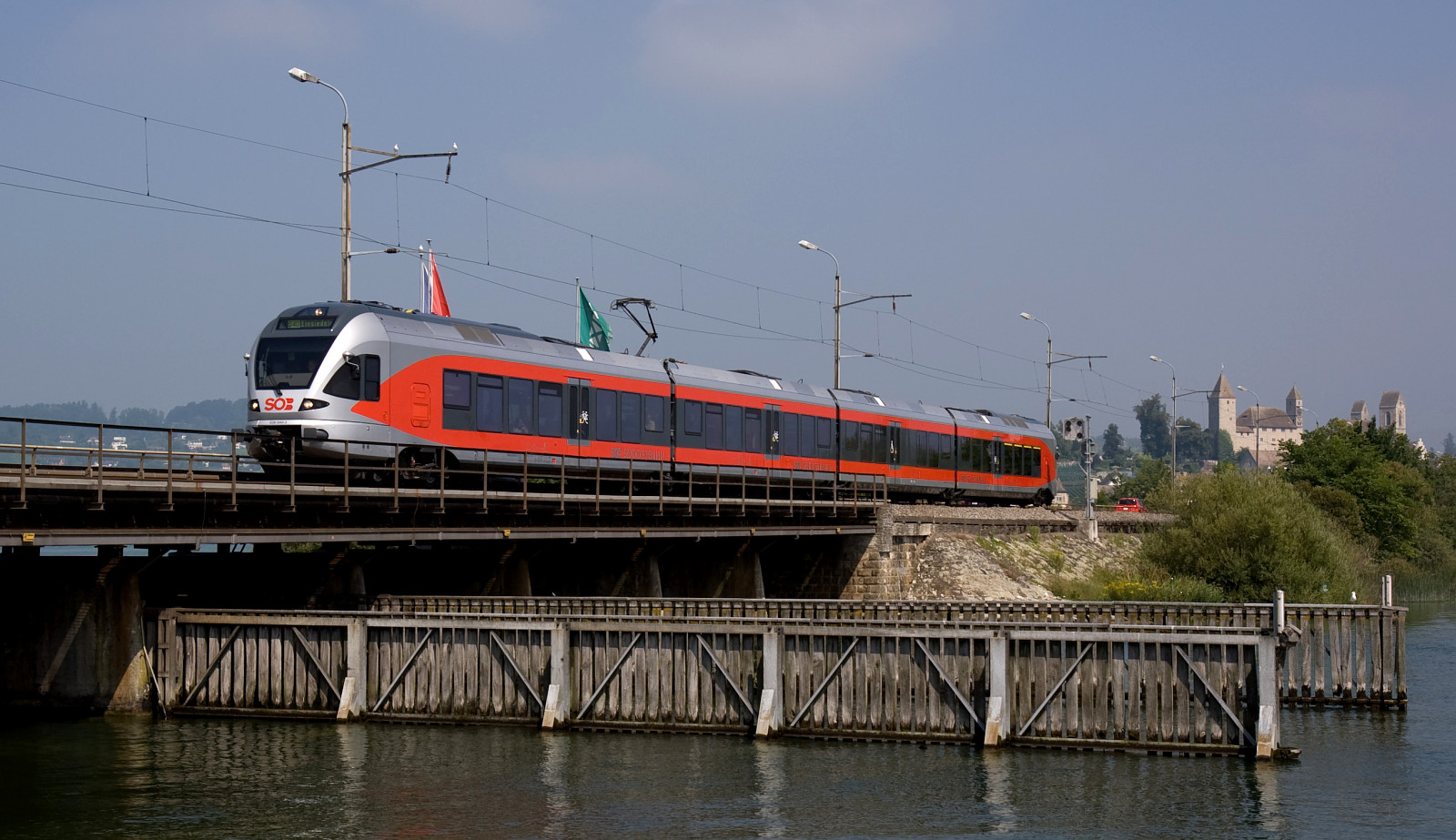
Stadler FLIRT швейцарського Südostbahn в Seedamm

### Чехія
LEO Express a.s.

### Естонія
Перший поїзд прибув у листопаді 2012 року. З грудня почалися випробування нових складів. На лінії нові електропоїзди вийшли 1 липня 2013 року.
Так само дизельні поїзди вийшли на залізницю 1 січня 2014 року.
На сьогоднішній день на залізничних коліях курсують 18 електро - і 20 дизельних поїздів.

## Stadler Flirt в Україні

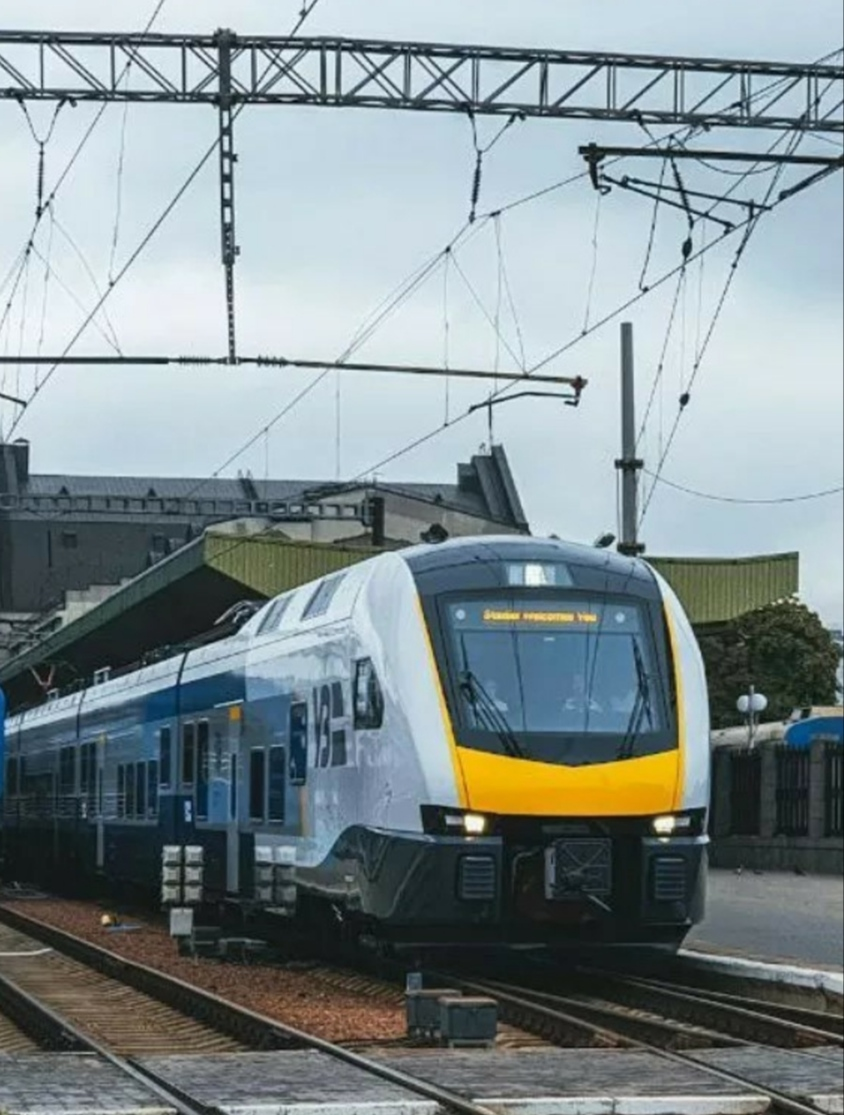
Презентація Stadler Flirt на станції Київ-Пасажирський (серпень 2021)

7 травня 2021 року 7 травня, у присутності першого заступника Міністра інфраструктури Дмитра Абрамовича АТ «Укрзалізниця» та швейцарська компанія Stadler CIS AG уклали Меморандум про співпрацю та локалізацію в Україні виробництва її пасажирського рухомого складу.
16 серпня 2021 року до Києва для випробувань був доставлений п'ятивагонний електропоїзд Stadler Flirt ЕПМ. Поїзд прибув з Білорусі, де був збудований на потужностях ЗАТ «Stadler-Мінськ».
З 24 по 28 серпня 2021 року у Києві на Центральному залізничному вокзалі був представлений швейцарський п'ятивагонний електропоїзд Stadler Flirt. До жовтня 2021 року «Укрзалізниця» здійснювала тестування поїзда для запуску на маршруті приміського сполучення Києва та міської електрички.
Поїзди такого класу компанія планує використовувати на маршрутах приміського сполучення в рамках реалізації проєкту «City Express» у Києві, Дніпрі та Харкові.
Перші поїзди «Stadler FLIRT» АТ «Укрзалізниця» планує отримати та запустити на маршрутах київського залізничного вузла в рамках реалізації проєкту «City Express» до кінця 2022 року. Серед джерел фінансування закупівлі розглядаються як кошти державного бюджету, так і кредити, запропоновані виробниками. Закупівля таких поїздів буде проводитися за міжнародним тендером. Серед головних вимог до іноземних виробників буде локалізація виробництва на території України.